# Arnaud Becuwe
Pour les articles homonymes, voir Becuwe.
Arnaud Becuwe, dit Nono, né le 8 décembre 1980, est un joueur français de hockey sur gazon, occupant le poste d'arrière ou de milieu de terrain.
Il a été membre de l'équipe du Lille Métropole Hockey Club (LMHC), et a été formé au Béthune Hockey Club; il joue en Espagne (à Barcelone, au Tenis Santander).
Avec plus de 110 sélections nationales à son actif, il a été le capitaine de l'équipe de France finaliste du tournoi de qualification pré-olympique en 2012, face à l'Inde à New Delhi. Il a remporté la Celtic Cup à Édimbourg en 2005 (et 2e de la compétition en 2002 à Cardiff).
Thomas Becuwe, champion de France avec le LMHC en 2012, est devenu la même année entraîneur-joueur du Douai Hockey Cluc (DHC).
Arnaud Becuwe a occupé le poste d'entraîneurs des équipes juniors du Servette HC où il était également joueur. 